# Horný Lieskov
Horný Lieskov es un municipio del distrito de Považská Bystrica en la región de Trenčín, Eslovaquia, con una población estimada a final del año 2024 de 502 habitantes.
Se encuentra ubicado al norte de la región, cerca del río Váh (cuenca hidrográfica del Danubio) y de la frontera con República Checa y con la región de Žilina.

## Demografía
| Año        | 1994 | 2004    | 2014    | 2024     |
| ---------- | ---- | ------- | ------- | -------- |
| Población  | 371  | 373     | 378     | 502      |
| Diferencia |      | +0,53 % | +1,34 % | +32,80 % |

| Año        | 2023 | 2024    |
| ---------- | ---- | ------- |
| Población  | 487  | 502     |
| Diferencia |      | +3,08 % |